# Giantree
Giantree ist eine österreichische Band aus Wien. 

## Geschichte
Giantree wurde 2008 in Wien von den Brüdern Hele und Roland Maurer gegründet. Die beiden spielten vorher bei Sirupop, die jedoch über einen Einsatz beim österreichischen Sender Ö3 nicht herauskam. Bereits 2008 unterschrieben sie einen Management- und Booking-Vertrag bei einer deutschen Künstleragentur.
Nach einigen Umbesetzungen wurde mit Franziska Kleinschmidt (Bass) und Ada Joachimsthaler (Synthesizer, Gesang) ein stabiles Lineup gefunden. Die Band spielte diverse Akustik-Konzerte in Berlin. Erste Veröffentlichungen waren 2011 die Singles Time Loops und Communicate, zu denen auch Videos gedreht wurden. Beide Videos wurden vom Regisseur Manuel Johns gedreht, zu sehen waren die Jungschauspieler Harry Lampl, Susa Hohlrieder, David Goebel, Lukas Rose, Bertrand de Fay, Sabrina Reiter und Michael Fuith. Die Band bekam daraufhin Radio-Airplay bei FM4, Soundportal und Radio Fritz.
2012 erschien ihr Debütalbum We All Yell über Monkey Music im Vertrieb von Rough Trade Distribution. Die Single-Auskopplung Life Was Young erreichte Platz 1 der FM4-Charts. Im Jahr 2013 war die Band für den Amadeus Austrian Music Award in der Kategorie Alternative und den FM4-Award nominiert.

## Stil
Giantree spielt Indie- beziehungsweise Alternative Rock im eher getragenen, melancholischen Stil und erinnert, besonders gesanglich an Placebo. Die Band verwendet Unisono Chorgesang. Das erste Album ist am Britpop und an skandinavischer Musik orientiert. Die Texte handeln überwiegend von existenziellen Fragen und Gefühlen.

## Diskografie

### Alben
- 2012: We All Yell (Monkey / Rough Trade)
- 2016: Match Cut (Monkey)

### Singles und EPs
- 2010: Giantree Promo
- 2011: Time Loops / Communicate (Monkey)
- 2012: Life Was Young (Monkey)
- 2014: Densest Blacks (Monkey)
- 2015: Age Is in the Heart (Monkey)